# Nederlandse kampioenschappen schaatsen afstanden 2014 - 3000 meter vrouwen
De 3000 meter vrouwen op de Nederlandse kampioenschappen schaatsen afstanden 2014 werd gereden op zaterdag 26 oktober 2013 in ijsstadion Thialf te Heerenveen. Er namen twintig vrouwen deel.
Diane Valkenburg was titelverdedigster na haar zege tijdens de NK afstanden 2013, maar Ireen Wüst werd als wereldkampioene vooraf gezien als de grootste kanshebber. Nadat een dag eerder op de 1500 meter Wüst de zege aan Jorien ter Mors moest laten werd een spannend duel tussen de twee vrouwen verwacht. Wüst versloeg in een direct duel Ter Mors en werd Nederlands kampioene in een nieuw kampioenschapsrecord. Er waren vijf startplaatsen te verdienen voor de wereldbeker schaatsen 2013/2014 maar nummer twee Jorien ter Mors kondigde aan de eerste twee wereldbekers sowieso over te slaan en alleen in Berlijn tijdens WB4 mogelijk te starten.

## Statistieken

### Uitslag
| #      | Schaatser              | Ploeg                     | tijd    |
| ------ | ---------------------- | ------------------------- | ------- |
| Goud   | Ireen Wüst             | TVM                       | 4.02,77 |
| Zilver | Jorien ter Mors        | NTS (shorttrack)          | 4.04,07 |
| Brons  | Antoinette de Jong     | Jong Oranje               | 4.05,77 |
| 4      | Yvonne Nauta           | Team Liga                 | 4.05,83 |
| 5      | Jorien Voorhuis        | Team Liga                 | 4.06,10 |
| 6      | Linda de Vries         | TVM                       | 4.07,53 |
| 7      | Annouk van der Weijden | Project 2018              | 4.07,94 |
| 8      | Diane Valkenburg       | Team Activia              | 4.08,01 |
| 9      | Carlijn Achtereekte    | Project 2018              | 4.09,46 |
| 10     | Carien Kleibeuker      | MKBasics.nl               | 4.10,93 |
| 11     | Pien Keulstra          | Team Activia              | 4.11,24 |
| 12     | Imke Vormeer           | Team Palet Schilderwerken | 4.11,58 |
| 13     | Elma de Vries          | MKBasics.nl               | 4.11,82 |
| 14     | Melissa Wijfje         | Jong Oranje               | 4.11,86 |
| 15     | Rixt Meijer            | Team Palet Schilderwerken | 4.12,12 |
| 16     | Janneke Ensing         | Team SchaatsHart          | 4.12,34 |
| 17     | Lisa van der Geest     | Team BOHH.nl              | 4.13,03 |
| 18     | Irene Schouten         | Project 2018              | 4.15,63 |
| 19     | Linda Bouwens          | Team Okkinga Communicatie | 4.18,51 |
| 20     | Reina Anema            | iSkate Development Team   | 4.23,86 |

### Loting
| Rit | Binnenbaan          | Buitenbaan             |
| --- | ------------------- | ---------------------- |
| 1   | Pien Keulstra       | Elma de Vries          |
| 2   | Lisa van der Geest  | Linda Bouwens          |
| 3   | Melissa Wijfje      | Imke Vormeer           |
| 4   | Irene Schouten      | Carien Kleibeuker      |
| 5   | Janneke Ensing      | Reina Anema            |
| 6   | Carlijn Achtereekte | Rixt Meijer            |
| 7   | Antoinette de Jong  | Yvonne Nauta           |
| 8   | Jorien Voorhuis     | Annouk van der Weijden |
| 9   | Diane Valkenburg    | Linda de Vries         |
| 10  | Ireen Wüst          | Jorien ter Mors        |

1987 · 
1988 · 
1989 · 
1990 · 
1991 · 
1992 · 
1993 · 
1994 · 
1995 · 
1996 · 
1997 · 
1998 · 
1999 · 
2000 · 
2001 · 
2002 · 
2003 · 
2004 · 
2005 · 
2006 · 
2007 · 
2008 · 
2009 · 
2010 · 
2011 · 
2012 · 
2013 · 
2014 · 
2015 · 
2016 · 
2017 · 
2018 · 
2019 · 
2020 · 
2021 · 
2022 · 
2023 · 
2024 · 
2025